# Fédération des comités de coordination indépendantistes
La Fédération des comités de coordination indépendantistes (FCCI) est un parti politique indépendantiste modéré de Nouvelle-Calédonie.

## Historique

### Dissidence de François Burck, Léopold Jorédié et Raphaël Mapou
Ce parti a été créé en mai 1998 à partir de plusieurs dissidents du FLNKS qui avaient été exclus de celui-ci pour s'être opposés à la ligne adoptée par le front indépendantiste dans les négociations de l'Accord de Nouméa. Le FLNKS avait ainsi posé en préalable à toute concertation que la Société Le Nickel SLN (dont l'État est actionnaire) cède à la Société minière du Sud Pacifique (SMSP, créée au début des années 1990 dans un souci de rééquilibrage afin d'insérer les Mélanésiens dans l'exploitation du nickel) ses mines dans le Nord. Faisant fi de ce mot d'ordre, trois dirigeants du parti décidèrent d'ouvrir seuls les négociations avec le RPCR : François Burck (un des européens indépendantistes, ancien président de l'Union calédonienne de 1989 à 1996), Léopold Jorédié (lui aussi membre de l'Union calédonienne et à l'époque président de l'Assemblée de la Province Nord depuis sa création en 1989) et Raphaël Mapou (du Palika, ancien maire de Yaté de 1990 à 1995). Ces trois hommes furent alors exclus du FLNKS et de leurs formations d'appartenance en son sein (UC pour Burck et Jorédié, Palika pour Mapou). Finalement, le FLNKS obtiendra gain de cause, le massif de Koniambo étant cédé à la SMSP.

### Création du parti
Après la signature de l'Accord de Nouméa le 5 mai 1998, les principaux meneurs de la dissidence interne au FLNKS et exclus depuis peu du mouvement, François Burck (ancien président de l'Union calédonienne de 1989 à 1996), Léopold Jorédié (qui était alors encore président de l'Assemblée de la Province Nord depuis 1995, et lui aussi de l'Union calédonienne) et Raphaël Mapou, rejoints par le Front pour le développement des îles Loyauté (FDIL) de Cono Hamu, ont décidé de créer leur propre parti.

### Réussite des élections de 1999
Aux élections provinciales de 1999, premières échéances auxquelles sont confrontées ce nouveau parti, celui-ci réussit à faire un score assez honorable étant donné son jeune âge. La FCCI présente alors trois listes, une dans chaque province : 
- Cono Hnaéjé Hamu, ancien maire de Lifou, dirige la liste des Îles Loyauté. Celle-ci obtient deux conseillers de Province, soit autant que le RPCR, le LKS et le Palika tandis que l'Union calédonienne reprend la Province à Nidoïsh Naisseline mais avec une majorité très fragile de 6 élus sur 14. En raison de procurations (727 en tout) qui n'avaient pas eu le temps d'arriver à leur destinataire, ce scrutin fut toutefois annulé par un arrêt du Conseil d'État du 15 mai 2000. De nouvelles élections ont alors été organisées, et le LKS, la FCCI et le RPCR ont décidé de former une liste commune intitulée Un nouveau défi pour les Îles. Toutefois, ces élections ne modifient pas la donne politique : l'UC du président sortant Robert Xowie retrouve ses 6 sièges complétés par les 2 élus du Palika tandis que Un nouveau défi pour les Îles obtient autant (6 conseillers) que le LKS, la FCCI et le RPCR réunis en 1999.
- Léopold Jorédié mène celle en Province Nord afin de conserver son siège de président (qu'il sait toutefois difficile à garder, cela même si le FLNKS est divisé contre lui en une liste Palika menée par Paul Néaoutyine et en une liste Union calédonienne dirigée par Bernard Lepeu). Il obtient le score honorable de 4 sièges sur 22. Associé aux 4 élus RPCR, l'alliance RPCR-FCCI obtient autant de conseillers de province que le Palika de Paul Néaoutyine et plus que les 6 de la liste Union calédonienne. Bien sûr, Léopold Jorédié perd son fauteuil de président mais Paul Néaoutyine doit diriger la province en s'associant avec une Union calédonienne de plus en plus critique à son égard. Finalement, la FCCI apporte son soutien au Palika.
- Raphaël Mapou mène celle de Province Sud mais il ne parvient pas à dépasser la barre des 5 % et n'a donc pas d'élus.
- Au Congrès, la FCCI obtient 4 sièges (3 de la Province Nord et 1 des Îles Loyauté) : Léopold Jorédié, Jean-Marc Pidjo, Eymard Bouanaoué et Cono Hnaéjé Hamu. Ils formeront alors un groupe commun avec les 24 élus du RPCR.

### Positions de ce nouveau mouvement
Le but de celui-ci, tout en militant toujours pour l'indépendance, est de mettre celle-ci de côté le temps de la période transitoire prévue par l'Accord de Nouméa jusqu'au référendum et, jusqu'à cette échéance, d'agir de concert avec les anti-indépendantistes du RPCR. De plus, elle est opposée à l'idée d'indépendance ethnique et qui serait fondée sur un parti unique, le FLNKS. Ces positions modérées lui ont valu des critiques acerbes de la part de toutes les tendances du FLNKS qui le compare à un « RPCR bis ».

### Allié traditionnel du RPCR
En effet, la FCCI est depuis sa création un allié traditionnel du RPCR de Jacques Lafleur. Ainsi, de 1999 à 2004, les deux partis ont formé un groupe commun qui détenait exactement la majorité absolue au Congrès de la Nouvelle-Calédonie (28 élus sur 54). Et ces deux partis ont, durant toute la durée de ce mandat, présenté des listes communes pour l'élection du bureau, de la commission permanente et des commissions intérieures du Congrès ainsi que pour tous les gouvernements formés durant cette période. Cela a d'ailleurs permis à la FCCI de détenir la présidence de la Commission permanente du Congrès de 2001 à 2004 en la personne d'Eymar Bouanaoué de 2001 à 2002 puis de Cono Hnaéjé Hamu. Léopold Jorédié sera même membre de tous les gouvernements de ce mandat ainsi que vice-président du gouvernement Lèques de 1999 à 2001. Raphaël Mapou sera lui aussi pendant un temps membre du 1er gouvernement Frogier en 2002. Cette alliance permet également à François Burck d'être élu maire de Moindou en 2001.   

### Première crise: le départ de Raphaël Mapou
Raphaël Mapou, membre du Gouvernement chargé de la Protection sociale et de la Santé du 1er au 31 octobre 2001, puis des Affaires coutumières, des Relations avec le Sénat coutumier et les Conseils coutumiers du 31 octobre 2001 au 29 juillet 2002, se montre de plus en plus critique à l'égard de la coopération RPCR - FCCI.     
Tout d'abord, à la suite d'élections municipales partielles à Yaté, la coalition RPCR - FCCI avait la possibilité d'emporter la mairie jusque-là dominée par le Palika Adolphe Digoué. En effet, ce dernier ne disposait plus que de 9 sièges sur 19, à égalité avec une éventuelle alliance RPCR - FCCI (6 pour la liste menée par Raphaël Mapou et 3 pour celle RPCR de Robert Attiti, fils du grand-chef de Goro). La majorité municipale devait donc se décider à partir de l'unique élu UC. Or, celui-ci annonça soutenir le candidat RPCR. Mais finalement, contre toute attente, Raphaël Mapou refusa d'apporter son soutien à Robert Attiti et Adolphe Digoué fut ainsi reconduit dans son fauteuil de maire. 
En mai 2002, il crée à nouveau la surprise et fait taire ainsi les rumeurs qui disaient que la FCCI était inféodée au RPCR en se présentant aux élections législatives de juin dans la 2e circonscription face au député sortant RPCR Pierre Frogier. 
Mais il ne s'est vraiment désolidarisé du RPCR que sur le problème minier en s'opposant à la concession du site de Goro au géant canadien Inco pour la création d'une usine dans le Sud. Multipliant les déclarations et les actions contre ce projet, le président de son parti, François Burck, l'a appelé à démissionner du gouvernement afin de donner plus de cohérence politique à celui-ci, ce qu'il s'est refusé de faire. Finalement, c'est le groupe RPCR - FCCI, qui l'avait proposé pour devenir membre du gouvernement, qui a demandé à Pierre Frogier de le « limoger », rendant son départ effectif le 29 juillet 2002. 
Ce départ provoque une crise au sein de la FCCI en opposant partisans de la rupture d'avec le RPCR (menés par Raphaël Mapou) et ceux au contraire du maintien des relations institutionnelles privilégiées avec le principal parti anti-indépendantiste. La direction du parti propose finalement lors de sa convention de Poya du 3 août 2002 une sorte de statu quo axée sur une renégociation du projet minier et du partenariat avec le RPCR en attendant une nouvelle convention en octobre. Pour autant, cela ne suffit pas à Raphaël Mapou qui se met de plus en plus en retrait de la FCCI, crée un « Comité de suivi de Yaté », devenu ensuite le Comité Rhéébù Nùù, pour lutter contre le projet Goro Nickel et participe à de nombreuses manifestations et mouvements de grèves pour empêcher l'avancée des travaux. Lors de la convention de Canala de la FCCI le 19 octobre 2002, ce parti décide de renouveler son partenariat avec le RPCR jusqu'à la fin du mandat.

### Élections du 9 mai 2004: la chute
Aux élections de 2004, la FCCI a, comme en 1999, présentée une liste dans chaque province :
- Îles Loyauté: toujours menée par Cono Hnaéjé Hamu, président de la Commission permanente du Congrès. Il mène une liste commune avec un autre petit parti indépendantiste, plus ancien néanmoins, le FULK.
- Province Nord: Léopold Jorédié pose pour objectif principal d'obtenir à nouveau au moins 4 sièges à l'Assemblée de Province et déclare qu'il renouvellera son alliance au RPCR au Congrès et sûrement au Palika dans la Province. Il doit néanmoins faire face à la présence de nombreux dissidents de la FCCI, notamment issus de la mouvance Mapou, sur la liste Calédonie mon pays menée par l'« accordiste » Eric Douyère.
- Province Sud: le président du parti François Burck s'investit personnellement dans la campagne en menant cette liste. Il doit faire face à la présence d'une liste menée par Raphaël Mapou en alliance avec les Verts locaux.

Finalement, c'est le choc. La FCCI n'obtient que 2 conseillers de Province aux Îles Loyauté, et aucun élu ni en Province Sud (où la liste de François Burck arrive en dernière position avec seulement 426 voix soit 0,77 % des suffrages), ni en Province Nord (où Léopold Jorédié n'obtient qu'un faible 5,75 %, soit la seule liste de cette province à avoir fait plus de 5 % mais n'ayant pas d'élus, ne passant pas la barre nécessaire à 300 voix près). La FCCI paye de ce fait sa position ambiguë de parti indépendantiste allié indéfectible du RPCR. 
Ainsi, la FCCI n'a plus qu'un élu au Congrès de la Nouvelle-Calédonie, Cono Hnaéjé Hamu, qui forme à nouveau un groupe commun avec les 16 membres du RPCR. Il est élu coprésident de ce groupe avec Pierre Maresca. Aux Îles Loyauté, il apporte son soutien à la majorité de l'Union calédonienne de Néko Hnepeune, au même titre que l'UNI-FLNKS de Boniface Ounou et que le LKS de Nidoïsh Naisseline. Les trois hommes obtiennent ainsi chacun un poste de vice-président de l'Assemblée de Province. Finalement, Cono Hnaéjé Hamu décide début novembre 2004 de quitter la FCCI, et donc le groupe RPCR-FCCI qui n'existe plus, pour retourner à l'Union calédonienne. 
La FCCI a donc perdu toute représentation et ne cesse de voir ses adhérents se réduire. Elle a pourtant décidé de se maintenir lors de son congrès de Canala le 22 novembre 2004. Aux élections provinciales du 9 mai 2009, elle ne présente une liste qu'en Province Nord, une nouvelle fois menée par Léopold Jorédié. Appelant toujours à dépasser les lignes politiques traditionnelles et à la construction d'un « destin commun », ce dernier déclare : « Nous devons arrêter de vivre dans ce clivage, d’un côté les indépendantistes et de l’autre les loyalistes. Ce n’est pas de cette manière que nous allons construire un destin commun. Pendant ce mandat, nous devons construire une nation souveraine qui garantira les libertés, les biens et les droits de tous » et met l'accent sur la question foncière et la « souveraineté alimentaire ». Il ne réussit plus alors à réunir que 605 bulletins, soit 2,79 % des suffrages et la dernière place de la Province.

## Représentation municipale
À sa création en 1998, 3 maires et majorités municipales avaient rejoints la FCCI :
- îles Belep : Eymard Bouanaoué.
- Kaala-Gomen : Alain Levant.
- Pouébo : Jean-Marc Pidjo.

Lors des élections municipales de 2001, la FCCI perd le contrôle de deux communes au profit du FLNKS et ne réussit pas à conquérir deux communes accessibles :
- îles Belep : Eymard Bouanaoué est battu par l'UPM Jean-Baptiste Moilou.
- Canala : ancienne commune de Léopold Jorédié de 1989 à 1995, la liste de Marie-Adèle Jorédié arrive en tête avec 22 voix d'avance sur l'UC avec 7 sièges, une alliance entre l'Union calédonienne et le Palika élit alors l'UC Gilbert Tyuienon.
- Pouébo : Jean-Marc Pidjo est battu par l'UC Joseph Pada.
- Yaté : Raphaël Mapou, maire de 1989 à 1995, arrive en seconde position derrière la liste UNI d'Adolphe Digoué.

Elle gagne toutefois alors la mairie de Moindou, François Burck étant élu avec le soutien du RPCR soit une majorité de 12 conseillers municipaux sur 15 (6 FCCI et 6 RPCR). Mais le fait que sur ces 6 RPCR, 5 aient rejoint l'Avenir ensemble à sa création en 2004 et soient ainsi passés dans l'opposition municipale, a particulièrement compliqué la tâche de François Burck : les budgets 2006 puis 2007 ont mis plusieurs mois avant de pouvoir être voté à la suite de la mise sous tutelle de la mairie par la chambre des comptes. Alain Levant est réélu à Kaala-Gomen avec une majorité de 10 conseillers sur 19, mais il quitte la FCCI après son échec aux élections provinciales du 9 mai 2004, il continue toutefois à conserver une forte présence de ce parti dans sa majorité.
À la suite des élections municipales de 2008, la FCCI perd ses deux mairies sortantes :
- Kaala-Gomen : Alain Levant est réélu avec 11 conseillers sur 19 issus de sa liste « Entente communale ». Il ne fait plus officiellement partie de la FCCI, tout en étant soutenu par celle-ci.
- Moindou : François Burck n'était présent qu'en 13e position de la liste « Entente communale » emmenée par son ancien 2e adjoint, lui aussi FCCI, Daniel Tournier. Celle-ci, avec 67 voix, soit 14 % des suffrages exprimés, n'arrive qu'en 3e position et, avec 2 élus sur 15, elle perd la mairie au profit de l'Avenir ensemble Léon-Joseph Peyronnet. Toutefois, le 3e adjoint au maire est issu de cette liste.

Lors de ce scrutin, la FCCI réussit néanmoins à retrouver la mairie de Belep, la liste FCCI « Responsabilité partagée » d'Albert Wahoulo obtenant 55 % des suffrages et 8 sièges sur 15 contre 45 % et 7 élus pour la liste du maire sortant FLNKS-UPM Jean-Baptiste Moilou. Il s'agit aujourd'hui de la seule commune disposant encore d'un maire ouvertement affilié à la FCCI.